# بروکشایر (کالیفرنیا)
بروکشایر (به انگلیسی: Brookshire) یک منطقهٔ مسکونی در ایالات متحده آمریکا است که در شهرستان آلامدا، کالیفرنیا واقع شده‌است. بروکشایر ۱۷۱٫۹۱ متر بالاتر از سطح دریا واقع شده‌است.